# 一箱古本市
一箱古本市（ひとはこふるほんいち）は、段ボール箱一箱分程度の古本を持ちより販売するフリーマーケット型のイベント。2000年代より日本各地で開催されている。

## 主なイベント
- 不忍ブックストリート　一箱古本市（東京）（2005 - ）[1][3][4]
- Book! Book! Sendai（宮城）（2008 - ）[5]
- 円頓寺 本のさんぽみち（愛知）（2018 - ）[6]
- BOOKUOKA（福岡）（2005 - ）[7]
- ぶぶぶバザール（兵庫）（2022 - ）[8]

## 参加者
市井の本好き、書店員、出版社社員の別なく売り手、買い手として参加できる。

## 社会的意義
店舗商業のプロトタイプとしての役割があり、出店者が後に古書店を出店した例が数件ある。開催場所（地域商店等）の管理者－実行委員間のやりとり、趣味を媒介とした当日の参加者同士のやりとり等がソーシャルキャピタル醸成の契機となっていることが指摘されている。また、書店を文化的インフラと考え、大型書店減少が続く中で日常の中に本のあるシーンを増やすことを目的のひとつに語る開催者もいる。